# Ghost Online
Ghost Online - còn được gọi là Ghost Soul, gọi tắt là GO - là một trò chơi hành động mô phỏng có lối chơi di chuyển theo màn hình ngang. Đây là một trò chơi nhập vai trực tuyến đã và đang phát hành ở nhiều nước như Hàn Quốc, Nhật, Trung Quốc, Thái Lan, Malaysia (tiếng Anh). Hiện tại phiên bản Global (Soul Saver Online) đã chính thức Open Beta vào ngày 11 tháng 7 năm 2012. Trò chơi được phát triển bởi Netgame - một bộ phận thuộc Mgame USA Inc.

## Cốt truyện
Thế giới của sự hỗn loạn:
Hàng trăm năm trước, có vô số người không ngừng làm những điều ác khiến cho họ không thể nào siêu thoát khỏi thế giới lúc bấy giờ. Lẽ ra cõi vĩnh hằng là nơi họ phải đến, nhưng họ đã ở lại thế gian và tiếp tục gây hại những người lương thiện khác. Linh hồn của những người chết đi vì thế cũng bị lưu lại thế giới hiện tại, gây ra những tội ác giết chóc... Và điều này cũng như một vòng lẩn quẩn không có hồi kết.
Yangak, đứa con của trời:
Yangak bấy giờ là một đồ đệ của đại sư Taehwa’s, một người hội đủ điều kiện để làm người kế thừa Taehwa’s. Nhưng không may thay, Samuk mới là người mà Taehwa’s yêu quý và lựa chọn, vì lẽ đó nên Yangak đã bất đồng với quyết định của sư phụ. Cũng chính trong thời gian này, Yangak đã tập trung lực lượng quân lính, vũ trang mạnh mẽ và biến mình thành một nhà lãnh đạo. Khi các phản tặc trong triều chính họp bàn về việc lật đổ ngôi vương, đó cũng là lúc chúng đầu quân theo phe Yangak và lấy đó làm mũi giáo tấn công. Nhân thời cơ này, Yangak đã quyết định hạ sát hoàng đế và tất cả những người có thể kế thừa ngôi vị.
Người thầy vĩ đại, Taehwa:
Cuộc chiến với ma quỷ vẫn diễn ra như suốt 30 năm qua với số lượng quỷ dữ ngày càng tăng lên nhanh chóng. Và thời gian này cũng đã ra đời thêm 2 hệ phái là Justice (Chính) và Chaos (Tà) cùng đứng lên chống quỷ. Tại thời khắc quyết định này, Teahwa's đã ra trận cùng 12 đệ tử của mình (trong đó có Samuk và Yangak) nhằm xua đuổi quỷ dữ và trấn áp linh hồn chúng. Vì vậy ông đã sử dụng tất cả kỹ năng tuyệt vời của mình như một lá bùa để niêm phong tất cả quỷ dữ tại ngôi đền Tian ở vùng núi phía Bắc. Cuối cùng thì mọi người cũng đã quay trở về với cuộc sống bình yên vốn có. Tại thời điểm này Samuk cũng được chính thức trao cho danh hiệu Teahwa's cao quý. Đáng buồn là Yangak vẫn không đồng tình với quyết định đó, và điều đó càng làm cho Yangak cảm thấy bị hạ nhục, coi thường.
Mưu đồ tạo phản:
Sau sự tàn phá hoàn toàn, đất nước đã trở lại hòa bình. Mặc dù hoàng đế còn trẻ, nhưng đã có thể dự đoán được những hành động phá hoại của bọn gian thần. Người cho gọi tất cả bọn gian thần lại và chỉ trích chúng nghiêm trọng; nhưng bọn chúng đã có âm mưu lật đổ ngôi vua.Và để hoàn thành âm mưu của mình, chúng hối lộ để thu hút sự chú ý của các phe phái khác, kể cả Yangak.